# Chałodniki (stacja kolejowa)
Chałodniki (biał. Халоднікі, ros. Халоднікі) – stacja kolejowa w miejscowości Chałodniki, w rejonie kalinkowickim, w obwodzie homelskim, na Białorusi. Położona jest na linii Żłobin - Mozyrz - Korosteń.